# العلاقات الآيسلندية الباكستانية
العلاقات الآيسلندية الباكستانية هي العلاقات الثنائية التي تجمع بين آيسلندا وباكستان.

## مقارنة بين البلدين
هذه مقارنة عامة ومرجعية للدولتين:
| وجه المقارنة                                              | آيسلندا          | باكستان                     |
| --------------------------------------------------------- | ---------------- | --------------------------- |
| المساحة (كم2)                                             | 103.00 ألف       | 881.91 ألف                  |
| عدد السكان (نسمة)                                         | 317.35 ألف       | 197.02 مليون                |
| الكثافة السكانية (ن./كم²)                                 | 3.08             | 223.4                       |
| العاصمة                                                   | ريكيافيك         | إسلام آباد                  |
| اللغة الرسمية                                             | اللغة الآيسلندية | لغة إنجليزية، اللغة الأردية |
| العملة                                                    | كرونة آيسلندية   | روبية باكستانية             |
| الناتج المحلي الإجمالي (بليون دولار)                      | 23.91 مليار      | 304.95 مليار                |
| الناتج المحلي الإجمالي (تعادل القوة الشرائية) بليون دولار | 15.79 مليار      | 946.67 مليار                |
| الناتج المحلي الإجمالي الاسمي للفرد دولار أمريكي          | 50.17 ألف        | 1.43 ألف                    |
| الناتج المحلي الإجمالي للفرد دولار أمريكي                 | 46.55 ألف        | 4.81 ألف                    |
| مؤشر التنمية البشرية                                      | 0.899            | 0.538                       |
| رمز المكالمات الدولي                                      | +354             | +92                         |
| رمز الإنترنت                                              | .is              | .pk                         |
| المنطقة الزمنية                                           | 00، أوروبا/لندن ‏ | ت ع م+05:00                 |

## منظمات دولية مشتركة
يشترك البلدان في عضوية مجموعة من المنظمات الدولية، منها:
| علم المنظمة | اسم المنظمة                               | تاريخ انضمام آيسلندا | تاريخ انضمام باكستان |
| ----------- | ----------------------------------------- | -------------------- | -------------------- |
|             | وكالة ضمان الاستثمار متعدد الأطراف        | 25 سبتمبر 1998       | 12 أبريل 1988        |
|             | منظمة الشرطة الجنائية الدولية             | ?                    | ?                    |
|             | منظمة حظر الأسلحة الكيميائية              | ?                    | ?                    |
|             | منظمة التجارة العالمية                    | ?                    | ?                    |
|             | الفريق المعني برصد الأرض                  | ?                    | ?                    |
|             | الأمم المتحدة                             | 19 نوفمبر 1946       | 30 سبتمبر 1947       |
|             | مؤسسة التمويل الدولية                     | 20 يوليو 1956        | 20 يوليو 1956        |
|             | يونسكو                                    | 8 يونيو 1964         | 14 سبتمبر 1949       |
|             | البنك الدولي للإنشاء والتعمير             | 27 ديسمبر 1945       | 11 يوليو 1950        |
|             | المنظمة الهيدروغرافية الدولية             | ?                    | ?                    |
|             | الاتحاد البريدي العالمي                   | ?                    | ?                    |
|             | المركز الدولي لتسوية المنازعات الاستشارية | 14 أكتوبر 1966       | 15 أكتوبر 1966       |
|             | الاتحاد الدولي للاتصالات                  | 1 أكتوبر 1906        | 26 أغسطس 1947        |

## وصلات خارجية
- موقع وزارة الخارجية الآيسلندية
- موقع وزارة الخارجية الباكستانية